# Lila Salet
Lila Salet, née en 1991, est une actrice et entrepreneuse française.

## Biographie
Après 2017, Lila Salet met fin à sa carrière de comédienne. Elle fonde en janvier 2024 L'Immobilière catholique, la première agence immobilière catholique de France, située près de l'église Sainte-Élisabeth-de-Hongrie, à Versailles. 

### Vie privée
Elle a vécu en couple avec le cuisinier Jean Imbert en 2013.

## Filmographie
| Année     | Titre                        | Rôle            | Réalisateur(s)                      | Notes           |
| --------- | ---------------------------- | --------------- | ----------------------------------- | --------------- |
| 2001      | Ceci est mon corps           | Valentine       | Rodolphe Marconi                    |                 |
| 2003      | Demi-tarif                   | Launa           | Isild Le Besco                      |                 |
| 2010-2011 | Victoire Bonnot              | Bérénice Pouget | Philippe Dajoux et Vincent Giovanni | Série télévisée |
| 2011      | Xanadu                       | Candice         | Podz et Jean-Philippe Amar          | Série télévisée |
| 2011      | Mon père est femme de ménage | Enya            | Saphia Azzeddine                    |                 |
| 2012      | Simon Killer                 | Sophie          | Antonio Campos                      |                 |
| 2013      | Amour et Turbulences         | Stéphanie       | Alexandre Castagnetti               |                 |
| 2017      | Profilage                    | Aurélie         |                                     | Série télévisée |

### Clips
- 2005 : There is a girl de Benjamin Diamond, rôle principal du clip
- 2008 : Le Vent de l'hiver de Raphael